# Phạm Xuân Yêm
Phạm Xuân Yêm là một nhà vật lý người Pháp gốc Việt, nguyên giám đốc nghiên cứu thuộc Trung tâm Quốc gia Nghiên cứu Khoa học (ngành Vật lý lý thuyết), đại học Pierre & Marie Curie, Paris, giáo sư đại học Paris VI.

## Tiểu sử
Sinh ra ở Bắc Ninh, sau khi đậu thủ khoa kỳ thi tú tài năm 1954 toàn vùng Hà Nội, ông học đại học Sài Gòn (1955 - 1956), rồi được học bổng của chính phủ Pháp sang Paris du học năm 1956.
Ông lấy bằng tiến sĩ quốc gia đại học Paris, là nguyên Giám đốc nghiên cứu thuộc Trung tâm Quốc gia Nghiên cứu Khoa học (ngành Vật lý lý thuyết), tòng sự ở đại học Pierre & Marie Curie, Paris.
Ông cũng đã được biệt phái sang đại học Stanford (Mỹ, 1974 - 1975) và CERN (Centre Européen de Recherche Nucléaire, Thụy Sĩ, 1982 - 1983).
GS. Phạm Xuân Yêm đã đứng ra đảm nhiệm việc quản trị trang Bauxite Việt Nam thay cho GS. Nguyễn Huệ Chi, khi ông Chi rút khỏi vị trí quản trị trực tiếp trang này vào ngày 05/9/2013.

## Quan điểm
- Về câu hỏi, làm thế nào để bảo vệ tinh thần tự chủ và tự do trong môi trường học thuật? "Môi trường xã hội Việt Nam đang bị "méo mó" trong hầu hết mọi lãnh vực: con người, đạo đức, nhận thức, tôn chỉ giáo dục... tất cả đều méo mó quá độ. Dân chủ, giáo dục, khoa học và công nghệ là những cột trụ của xã hội phương Tây để làm cho họ mạnh. Những thứ đó đang bị xuống cấp và biến dạng ở nước ta. Việc quan trọng nhất là phải "kéo thẳng" những thứ đó lại, phải "ngay thẳng" lại, phải chăm sóc cho những thứ đó phát triển đúng cách..."[3]
- Theo BBC Việt ngữ, ngày 9.12.2015, ông cùng với 126 người khác, trong đó có các nhân vật như Nhà nghiên cứu Nguyễn Đình Đầu, Thiếu tướng Nguyễn Trọng Vĩnh, TS Nguyễn Quang A, GS Nguyễn Huệ Chi, GS Hoàng Tụy, GS Nguyễn Đình Cống, GS Tương Lai, Huỳnh Tấn Mẫm, Hồ Ngọc Nhuận, GS Trần Văn Thọ, GS Nguyễn Đăng Hưng, Đại sứ Nguyễn Trung..., đã gửi một bức thư ngỏ đến Bộ Chính trị, Ban Chấp hành Trung ương khóa XI, các đại biểu dự Đại hội lần thứ XII và toàn thể đảng viên Đảng Cộng sản Việt Nam. Bức thư đề nghị "đổi tên đảng (không gọi là Đảng Cộng sản); đổi tên nước (không gọi là Cộng hòa xã hội chủ nghĩa); trả lại tự do cho những người khác chính kiến đang bị giam giữ; chấm dứt sự trấn áp và ngăn chặn nhân dân thực hiện quyền tự do dân chủ theo Hiến pháp" đồng thời nêu ý kiến "Thực tiễn của nước ta cũng như trải nghiệm của nhiều nước trên thế giới đã cho thấy rõ sai lầm và thất bại của đường lối xây dựng chủ nghĩa xã hội theo chủ nghĩa Mác - Lênin".[4]